# C/1580 T1
C/1580 T1 est une comète non périodique du Système solaire, passée près de la Terre pendant l'année 1580. 
Elle a été découverte par l'astronome Michael Maestlin, à Tübingen, le 2 octobre 1580. Elle est aperçue par Tycho Brahe à Uraniborg et par Tadeáš Hájek à Prague à partir du 10 octobre. La comète semble ne plus avoir été visible à partir de la mi-décembre.   